# سیارک ۲۳۲۱
سیارک ۲۳۲۱ (به انگلیسی: 2321 Luznice، نامگذاری:1980DB1) دو هزار و سیصد و بیست و یکمین سیارک کشف شده‌است که در ۱۹ فوریه ۱۹۸۰ کشف شد.
قدر مطلق سیارک برابر ۱۱٫۵۰ است.